# Vada Kaoru
Vada Kaoru (和田 薫; Hepburn: Kaoru Wada; Simonoszeki, Jamagucsi prefektúra, 1962. május 5. –) japán zeneszerző, zenei rendező, karmester, hangszerelő és zongorista. Tanulmányait a Tokiói Zenei Főiskolán végezte. Ismertségét animesorozatok zenéinek komponálásával szerezte, mint a 3×3 Eyes, a Gunnm vagy A 7 szamuráj. Az igazi átütő sikert az InuYasha sorozat jelentette. Animék mellett olyan videójátékok zenéjét is ő komponálta, mint a Kingdom Hearts és a Kingdom Hearts II.
Dalainak erőteljes és elsöprő dallamai ellenpontot adnak az időnként kemény, hátborzongatóan ütemes témáinak. Rendszerint megtalálhatók egymás mellett az erősen emocionális és természetfeletti témák.
Vada a Godzilla híres zeneszerzőjének, Ifukube Akirának tanítványa. Felesége Nakagava Akiko szeijú, aki az InuYashában szinkronizálta Higurasi Szótát.

## Munkái

### Zenekari
- Folkloric Dance Suite
- TEN-CHI-JIN szimfonikus költemény
- KAIKYOU szimfonikus impresszió
- ITO-DAMA Cugarusamiszenre és zenekarra
- TOH-KA'' csellóra és zenekarra
- KI-SHIN hangverseny japán taiko dobokra és zenekarra

### Filmzene
Vada Kaoru a következő tokuszacu-, anime- és videójáték-sorozatokon dolgozott.
- 3×3 Eyes
- 3x3 Eyes Szeima denszecu
- A 7 szamuráj
- Asura’s Wrath
- Bújj, bújj, szellem!
- Captain Harlock
- Casshern Sins
- D.Gray-man
- Dragon Quest: Crest of Roto
- Eijú Gaiden Mozaicka
- Spirit of the Sword
- GeGeGe no Kitaró
- Gilgamesh
- Gunnm
- Idzsivaru baaszan
- InuYasha (sorozat és filmek)
- Kócsú ódzsa Mushiking
- Kikaider
- Kindaicsi sónen no dzsikenbo
- Kingdom Hearts
- Kingdom Hearts: Chain of Memories
- Kingdom Hearts II
- Kisin heidan
- Knight of the Iron Dragon
- Madara
- Kenran butószai
- Lodoss-tó szenki (második tv-sorozat)
- Ninja Scroll
- Play Ball
- Princess Tutu
- Puppet Princess
- Rerere no tenszai bakabon
- Saint Seiya: The Lost Canvas
- Sakura háborúja
- Silent Möbius Motion Pictures 1-2
- Sippú! Iron Leaguer
- Strange Dawn
- Super Sentai Series
- Tamagoccsi
- Tekkaman Blade
- The Cockpit
- Ginga szengoku gunjúden Rai
- To Heart
- Vampire Princess Miyu